# اتجارية

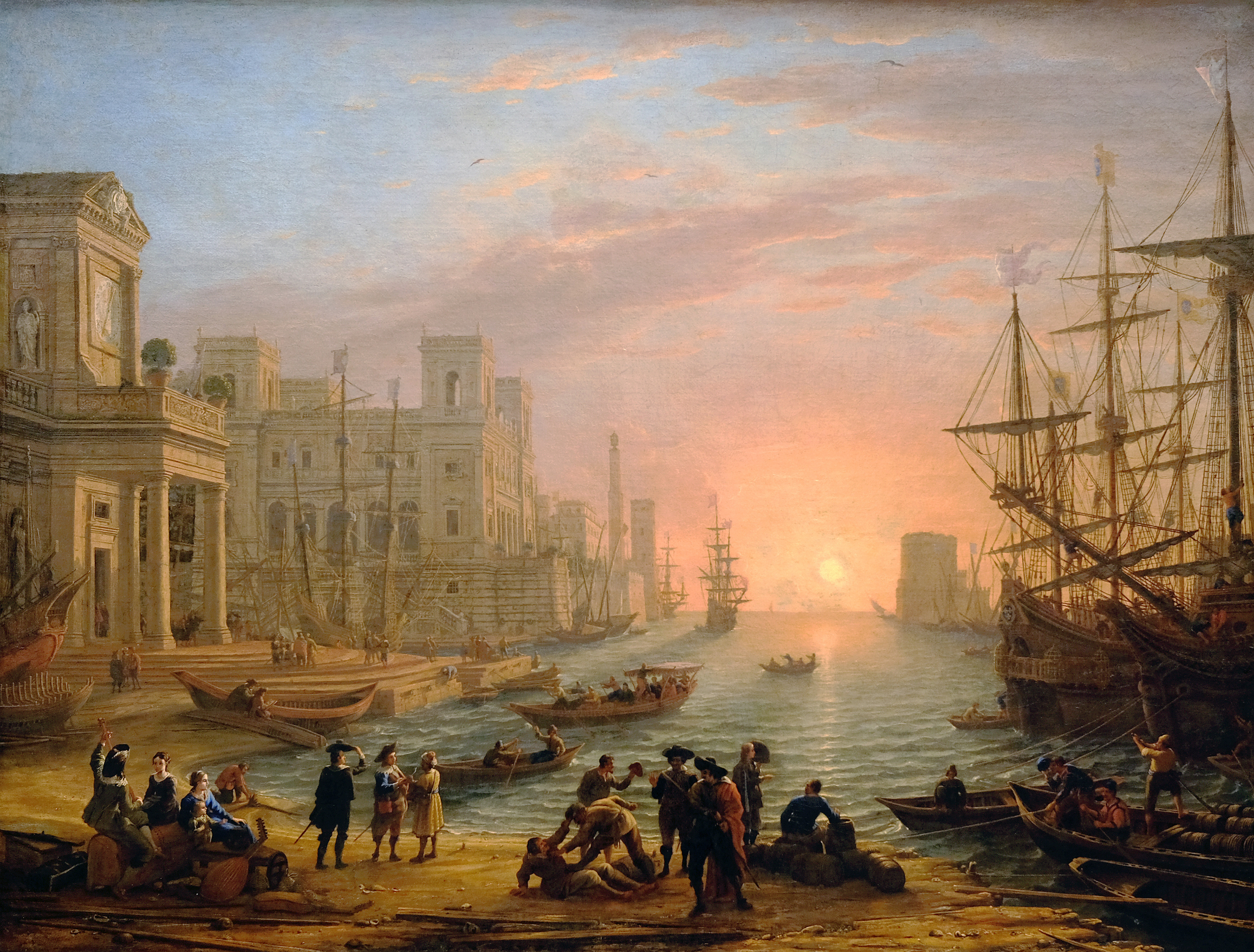
ميناء بحري وهمي رسمه كلود لورين حوالي عام 1639، في ذروة الفترة التجارية المركنتلية

الاتجارية أو مذهب التجاريين أو المركنتيلية (بالإنجليزية: Mercantilism)‏ يعرفها المعجم المنجد في اللغة العربية المعاصرة بأنها «نزعة للمتاجرة من غير اهتمام بأي شيء آخر»، وهي مذهب سياسي-اقتصادي ساد في أوروبا فيما بين بداية القرن السادس عشر ومنتصف القرن الثامن عشر. كانت الإتجارية شائعة كشيوع الرأسمالية في هذا العصر، وبحين تفترض النظريات الاقتصادية الحالية بأن الأسواق تنمو باستمرار، ترى الإتجارية بأن الأسواق ثابتة، مما يعني بأن لزيادة حصتك في السوق، ينبغي أن تأخذ هذه الحصة من حصة شخص آخر.
ونشأ النظام المركنتلي التجاري في أوروبا خلال تقسيم الإقطاعيات لتعزيز ثروة الدولة وزيادة ملكيتها من المعدنين الذهب والفضة عن طريق التنظيم الحكومي الصادر لكامل الاقتصاد الوطني وانتهاء في سياسات تهدف إلى تطوير الزراعة والصناعة وإنشاء الاحتكارات التجارية الخارجية.

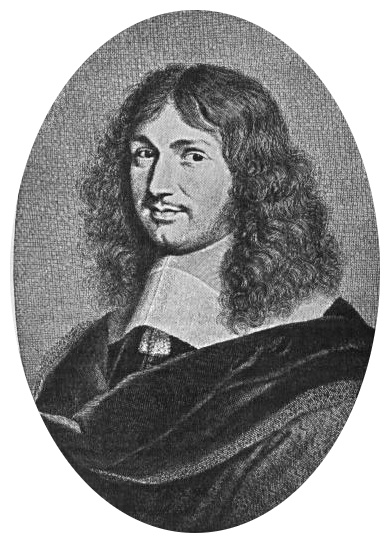
جان بابتيست كولبير وزير مالية فرنسا وهو من أشهر من اقترن اسمه بالمدرسة التجارية

يرى المركنتليون (التجاريون) أن مقدار قوة الدولة إنما يقاس بما لديها من ذهب ومعادن نفيسة وليس في قدرتها على إنتاج السلع والخدمات كما هو المقياس الحديث. فقد اتبعت الدول المركنتالية ما يعرف بنظام السبائك الذي يحظر بيع المعادن الثمينة خارج الدولة بدون أخذ إذن الحكومة، وبلغ التطرف الشديد بذلك النظام إلى إيقاع عقوبة الإعدام بمن تثبت عليهم مخالفته. وبالتالي فقد أكد أنصار المذهب ضرورة تدخل الدولة في الحياة الاقتصادية بهدف تحقيق فائض في ميزان المدفوعات أو ما سمي أيضا ميزان تجاري جيد، ودعوا إلى منح إعانات للصادرات وفرض حماية جمركية على الواردات والتدخل لزيادة إنتاج السلع القابلة للتصدير أو التي تغني عن السلع المستوردة. كما طالب هؤلاء ببناء الجيوش القوية وضم المستعمرات وإقامة شركات احتكارية في بعض المناطق. وأشهر من أقترن اسمه في هذه المدرسة هو جان بابتيست كولبير وزير مالية فرنسا. وكان آدم سميث من أشد المنتقدين للنظرية المركنتيلية وطالب باستبدالها بنظام اقتصاد عدم التدخل.

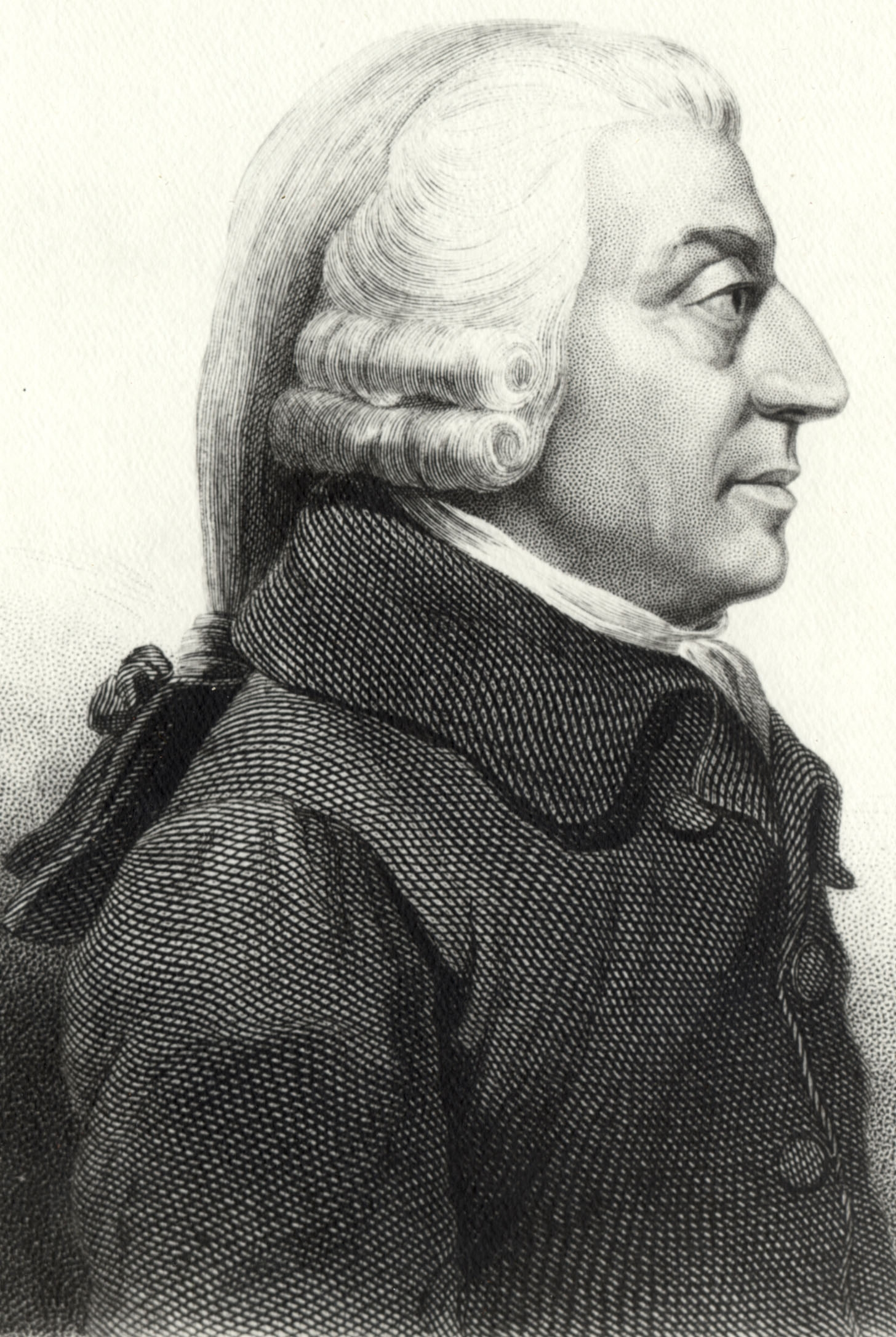
آدم سميث كان من أشد المنتقدين للمدرسة التجارية (المركنتلية)

وعلى الرغم من أن المذهب التجاري أصبح موضع انتقاد عنيف حتى أصبحت المركنتيلية نوعا من التشهير و من الضرر الذي يلحقه في التجارة الدولية، فإن تزايد الميل عند الرأسماليين لتدخل الدولة في الاقتصاد أعاد للمذهب بعض الاحترام.
وقد انتشر المذهب التجاري أو المركنتلية في القرن السادس عشر ويعتبر أنطوان دي مونكرتيان [الإنجليزية] أول من بحث في هذا الموضوع بتوسع من فرنسا في كتابه الاقتصاد السياسي عام 1615م، وكان أول من نفذه في فرنسا هو كولبير حيث عمل على تشجيع الصناعة واتخذ الكثير من الأجراءات التي تؤدي إلى تحسين النوعية.
كما عمل على إنشاء مصانع نموذجية لكي يقتدى بها الأفراد حتى سميت هذه السياسة باسمه (colbertism).
وكان مما ساعد ترويج هذه السياسة هو نظام الطوائف الذي كان معمولا به آنذاك والذي يفترض عدم أرتقاء العامل من مهنة إلى أخرى إلا بعد أن يمضي فترة من التدريب.
أما في بريطانيا فقد اشتهر من الكتاب الذين بحثوا في هذا الموضوع تشلد(Sir Josiah Child)، وتمبل (Sir william Temple)، ودافينا (Chnlec Doverant)، وتوماس مان (Thomas Mun)، وفي أيطاليا اشتهر الكاتب أنطونيو سيرا (Antonio Serra).
وتقوم سياسة التجاريين (المركنتلية) التي تستهدف الحصول على أكبر قدر من المعدنيين الذهب والفضة والأحتفاظ به أو زيادته على وسيلتين رئيسيتين يمكن تلخيصها بما يلي:
الوسيلة الأولى: السياسة المعدنية(Bullion Policy):
وهي التي أعتمدها فلاسفة التجاريين (المركنتليين) في آخر القرن الخامس عشر وأوائل القرن السادس عشر وتنحصر بالآتي:
1. منع تصدير الذهب والفضة إلى الخارج للحفاظ عليه من التسرب. وقد أتبعت ذلك كل من أسبانيا والبرتغال.
2. إلزام المصدرين بأستحصال مقابل حصيلة الصادرات (ذهبا أو فضة)، وإلزام المستوردين مقايضة السلع المستوردة بسلع وطنية.
3. تشجيع المصارف (البنوك) لمنح فائدة مرتفعة على الودائع الأجنبية.
4. قبول النقود الذهبية والفضية بأكثر من قيمتها.

الوسيلة الثانية: وهي التي راجت في القرن السابع عشر وأعتمدت الميزان التجاري الموجب الذي يكون في صالح الدولة لأدخال الذهب والفضة في البلاد.
ولكي يكون الميزان التجاري موجبا (أي لصالح الدولة) فيجب العمل على زيادة الصادرات وتقليل الأستيرادات بحيث يدفع الفرق بينهما ذهبا.
ولتحقيق ذلك يترتب اتباع السياسات التالية:
1. الأخذ بنظام الحصص بالنسبة لاستيراد بعض السلع.
2. فرض قيود نوعية على بعض الأنواع من المنتجات المستوردة.
3. حصر عمليات النقل على البواخر ووسائط النقل الوطنية.
4. تحسين النوعية والأخذ بمبدأ المنافسة عند التصدير.

ولم تكن سياسة التجاريين تعمل لصالح الزراعة وذلك بسبب ما كانوا ينادون به من ضرورة تقليل كلف المنتجات الزراعية لأجل الأقلال من أجور العمال.
ولهذا السبب واجهت الزراعة في ذلك الوقت الكثير من المصاعب وهجرها أهلها للأشتغال بالصناعة. غير أن بعض التجاريين وخاصة في فرنسا وأيطاليا، ظلوا على اهتمامهم بالزراعة إلى جانب الصناعة. ولم يخلوا مذهب التجاريين من انتقاد شديد، فقد هاجمه الكثير من الكتاب الأنكليز آنذاك ومنهم دولي نورث (Sir Dudiey North)، في كتابه (Discourses Upon Trade)، الذي نشر عام 1691م، وكذلك وليام بيتلي (Sir william Petly)، مؤلف كتاب الحساب السياسي (Political Arithmetic)، الذي وضعه عام 1671م، ونشر عام 1691م، وكذلك دايفيد هوم(David Hume).
وقد كان هذا النظام نوعا من إستراتيجية الدولة لجعل المستعمرات تابعة في اقتصاد كجزء من الدولة الأم، كما كان الحال في ممارسات دولة بريطانيا في مستعمراتها. ومع ذلك فالواقع أن هذه الممارسات إنما هي ظاهرة أوسع تشمل اتفاقيات الغاية منها ديمومة واستمرار نظام المنفعة المتبادلة بين النخبة من الحكومة ورجال الأعمال وفي المصطلح الدبلوماسي فإن (المركنتلية) تتساوى مع حكم الأقلية.